# Сю (музыкант)
Syu (яп. シュウ Сю) — японский гитарист и вокалист. Участник групп Animetal, Galneryus и Spinalcord, а также бывший участник группы Valkyr. Родился в городе Асия, префектура (Хёго) (Япония).

## Биография
Сю играл на скрипке с 6 лет, а также занимался игрой на пианино, бросил занятия в 12-13 лет. Будучи в средней школе, начал обучаться игре на барабанах под влиянием творчества X Japan. Он говорил, что легко перешёл от скрипки к гитаре, поскольку тогда это было модно из-за увлечения многих подростков рок-музыкой. Сю продолжал выступать как ударник в Cross-Large, но игра на гитаре всё больше увлекала его и он начал уделять ей больше времени, чем ударным.

### Valkyr
Сю присоединился к Valkyr в августе 1998 года, после ухода их прошлого гитариста. С ним группа начала усиленно репетировать и вскоре выпустила первое демо «Love of Insanity». В августе 2000 года, они выпустили 2 песенный сингл «Recording tune». После пары демо в 2001 году они выпустили первый сингл «Batta». В итоге группа развалилась после ухода вокалиста 24 апреля 2003 года.

### Galneryus
Через некоторое время после роспуска Valkyr Сю собрал новую группу Galneryus с упором на неоклассический пауэр-метал вместе с известным японским метал-вокалистом Yama-B. Позже в группу на должность басиста пришёл другой гитарист-виртуоз Юи-То/Леда, вскоре в 2008 году основавший металкор/МЛД группу Deluhi.

### Aushvitz
Группа появилась в 2002 году после развала Valkyr, с теми же участниками. Главное различие групп в том, что Сю занял место вокалиста, продолжая играть на соло-гитаре в группе. В этой группе Сю отошёл от пауэр-направления прошлых коллективов и сконцентрировался на трэш-метал композициях, разбавленных фортепианными балладами. В 2008 году группа сменила название на Spinalcord.

### Animetal
В 2003 году Сю пришёл в Animetal, исполняющую каверы в жанре хэви/спид-метал на OST из аниме и видеоигр, заменив прошлого гитариста. Он участвовал в записи большого количества альбомов до перерыва в работе группы в 2006 году.

## Стиль
Стиль игры на гитаре Сю строился под влиянием Ингви Мальмстина и многих других неоклассических гитаристов. В качестве гитаристов, повлиявших на него, Сю отмечал: Джон Петруччи, Ульрих Рот, Пол Гилберт, Михаэль Шенкер.

## Оборудование и инструменты
Сю является автором гитарной сигнатуры ESP, названной «Crying Star» (рус. Плачущая звезда) и распространяющейся в Японии. Играя на гитарах этой модели, он часто выступает и записывает разнообразные демонстрации.
Разработанные
ESP Crying Star Rebel 

GOTOH SG301-20 & HIPSHOT GT1 tuner

GOTOH GE103B-T & GE101Z 

EMG SAV (neck) 

EMG 89 (bridge) 

27-Frets on high strings
Гитары
ESP Crying Star 

ESP Crying Seven 

ESP MV (Syu custom)

ESP M-SEVEN (Syu custom)

ESP EX-280 (Syu custom)

Edwards E-EX-138

Edwards E-FV-80D (Syu custom)

Edwards E-SE-87R/LT (Syu custom)

Edwards E-CS-160 (Crying Star)
Эффекты
Boss GT-10